# Ross Ulbricht
Pour les articles homonymes, voir Ulbricht.
Ross William Ulbricht, né à Austin le 27 mars 1984, est un ancien opérateur américain de site sur le dark web.
Il crée en 2011 le site Silk road sous le pseudonyme « Dread Pirate Roberts », une place de marché anonyme en ligne, permettant la vente de biens notamment illégaux. Il est arrêté en octobre 2013 et est condamné en mai 2015 à la réclusion à perpétuité pour sept chefs d'accusation, notamment pour blanchiment et trafic de stupéfiants.
Alors qu'il est incarcéré à la prison fédérale de Tucson, il est gracié en janvier 2025 par le président Donald Trump dans les tout premiers jours de son deuxième mandat.

## Biographie

### Études
En 2006, il est diplômé (Bachelor of Science) de l'université du Texas, puis en 2009, de l'université d'État de Pennsylvanie (Master of Science), où il se spécialise en cristallographie.

### Création de Silk road
Il est connu pour avoir créé et opéré le site Silk road (en français « route de la soie ») à partir de 2011 jusqu'à son arrestation et la fermeture du site. Il est connu sous le pseudonyme « Dread Pirate Roberts ». Ce site était conçu comme un marché libre où n'importe qui pouvait acheter n'importe quoi, dans un anonymat complet, pourvu de ne pas violenter qui que ce fût. Le site était hébergé sur le réseau Tor et la cryptomonnaie Bitcoin était utilisée pour les échanges financiers. Ainsi, tout le monde pouvait acheter des stupéfiants, des armes, des « services » de piratage de comptes Twitter ou Facebook et des faux papiers ; seuls les actes violents (assassinats et pédophilie) étaient interdits. Ce site a généré entre 2011 et 2013, 1,2 milliard de $ de chiffre d'affaires en un million de transactions et 80 millions de $ de revenu pour Ulbricht (approximativement 7 % des transactions).
En 2011, un sénateur dénonce le site Silk Road comme source de crime organisé. Quatre agences fédérales, dont le FBI et la DEA, se mobilisent pour le découvrir. Arrêté en octobre 2013, Ross Ulbricht est inculpé en août 2014 de blanchiment d'argent, de trafic de drogues et de piratage informatique.

### Procès et condamnation
Le 4 février 2015, Ross Ulbricht est reconnu coupable de sept chefs d'accusation, dont avoir été un organisateur, un gestionnaire ou un superviseur de l'exploitation continue et avoir obtenu des revenus ou des ressources substantielles des infractions en matière de drogue ; sa formation universitaire de haut niveau est considérée comme une circonstance aggravante. Les chefs d'accusation de tentative d'assassinat ne furent pas retenus contre lui.
Le 29 mai 2015, il est condamné à la réclusion à perpétuité, comptabilisant en détail deux réclusions à vie ainsi que d'autres durées d'emprisonnement plus ou moins longues.
Donald Trump promet le 25 mai 2024 lors d'un meeting au Parti libertarien sa libération s'il votait pour lui à l'élection présidentielle américaine de novembre. Le 22 janvier 2025, deux jours après son investiture, le président Trump annonce lui avoir accordé une « grâce totale et inconditionnelle » ,. Ulbricht sort donc de prison après un peu plus de dix ans derrière les barreaux.

## Philosophie
Sa vision de l'économie a en partie été influencée par les écrits de Ludwig von Mises, Murray Rothbard et Samuel Edward Konkin III, tous des économistes de l'école autrichienne et considérés comme étant des libertariens (minarchiste, anarcho-capitaliste et agoriste),,.